# Lekkoatletyka na Letnich Igrzyskach Paraolimpijskich 2012 – 100 metrów T38 mężczyzn
W biegu na 100 metrów kl. T38 mężczyzn podczas Letnich Igrzysk Paraolimpijskich 2012 rywalizowało ze sobą 9 zawodników. W konkursie udział wzięli sportowcy z porażeniem mózgowym, będący w niewielkim stopniu upośledzeni.

## Wyniki

### Finał
| Poz. | Zawodnik                    | Narodowość        | Rezultat | Uwagi |
| ---- | --------------------------- | ----------------- | -------- | ----- |
| 1    | Evan O’Hanlon               | Australia         | 10,79    | WR    |
| 2    | Dyan Buis                   | Południowa Afryka | 11,11    |       |
| 3    | Zhou Wenjun                 | Chiny             | 11,22    |       |
| 4    | Mohamed Farhat Chida        | Tunezja           | 11,44    |       |
| 5    | Edson Pinheiro              | Brazylia          | 11,57    |       |
| 6    | Lorenzo Albaladejo Martinez | Hiszpania         | 11,79    |       |
| 7    | Mykyta Senyk                | Ukraina           | 11,83    |       |
| 8    | Patrik Wurm                 | Czechy            | 11,98    |       |
| 9    | Haider Ali                  | Pakistan          | 15,89    |       |